# Atreju (manifestazione)
Atreju è una manifestazione politica organizzata dall'organizzazione giovanile di partiti di destra italiani che si svolge annualmente dal 1998, generalmente nel mese di settembre, a Roma.
Nata come festa ufficiale dell'organizzazione giovanile Azione Giovani (sezione giovanile di Alleanza Nazionale) dal 2009 è stata poi la festa di Giovane Italia (sezione giovanile del PdL) mentre dal 2014 è organizzata da Gioventù Nazionale (sezione giovanile di FdI).
L'incontro prende il nome da Atreiu, protagonista del romanzo La storia infinita di Michael Ende, volendo richiamare, secondo gli organizzatori, la sua volontà di lottare contro il nulla che avanza, inteso dal punto di vista filosofico e morale.
Il riferimento al personaggio non è stato mai autorizzato né dall'autore né dagli eredi che ne hanno vietato l'uso per fini politici anche perché, nel caso in questione, in contrasto con i valori di apertura e inclusione cari all'autore.

## Storia
Fu organizzato per la prima volta nel 1998, da Giorgia Meloni, all'epoca dirigente romana di Azione Giovani. Nel 2001 ne divenne la festa nazionale. Giunto nel 2006 alla settima edizione, ha ospitato, oltre ad altri interventi, il dibattito tra Gianfranco Fini e Fausto Bertinotti, molto criticato negli ambienti di sinistra. Nel 2007 furono ospitati Silvio Berlusconi, Gianfranco Fini che ha sostenuto un dibattito con Walter Veltroni, e Mario Capanna che ha dialogato con Marcello De Angelis sugli anni '70.
Nel 2012 fu organizzata da Marco Perissa e Annagrazia Calabria, presidente e coordinatrice di Giovane Italia.
Dal 1997 al 2012 ci sono stati circa 450.000 visitatori, con 120 volontari, 24 mostre, 50 spettacoli, dibattiti con oltre 300 relatori, con più di 8.000 pagine di rassegna stampa e 2.000 servizi televisivi in Italia e in Europa
Dal 2014 è organizzato da Fratelli d'Italia. Quell'anno a Officina per l'Italia Giorgia Meloni indica la generazione Atreju del predetto partito politico.
Nel 2015 fu ospitato Giovanni Lindo Ferretti.
Nell'edizione del 2019 ha suscitato stupore l'ospitata del presidente del Consiglio Giuseppe Conte, accolto con freddezza e a tratti contestato, del primo ministro ungherese Viktor Orbán e del capogruppo del Partito Democratico alla Camera Graziano Delrio.
Nel 2020 la manifestazione non si è tenuta a causa dello scoppio della pandemia di COVID-19.
Nel 2021, a causa delle restrizioni pandemiche, l'evento si è svolto a dicembre e non a settembre come di consueto fino ad allora. Si sono affrontati importanti dibattiti tra cui quello sul presidenzialismo, a cui ha partecipato anche Matteo Renzi.
Nel 2022, considerato anche il poco tempo trascorso dopo le elezioni politiche di settembre e la formazione del governo Meloni a fine ottobre, FdI ha organizzato di nuovo una festa in dicembre, che però non è stata annoverata tra le edizioni di Atreju.
Nel dicembre 2023 si tiene la 15ª edizione. Tra gli ospiti il primo ministro britannico Rishi Sunak, il primo ministro albanese Edi Rama, l'imprenditore e CEO di Tesla Elon Musk; in chiusura l'intervento della presidente del Consiglio Giorgia Meloni.
Nel dicembre del 2024 partecipano si cita, tra gli ospiti, il Presidente dell'Argentina Javier Milei.

## Edizioni
| Anno | Slogan                                                  |
| ---- | ------------------------------------------------------- |
| 1998 | /                                                       |
| 2006 | Essere non sembrare                                     |
| 2007 | Aggredire il declino                                    |
| 2008 | Eccezionali per scelta                                  |
| 2009 | Oltre ogni muro                                         |
| 2010 | Dritto al cuore                                         |
| 2011 | Fate Largo all'Italia che avanza                        |
| 2012 | #Senza Paura                                            |
| 2013 | La terza guerra: Finanza contro i popoli                |
| 2014 | L'isola che c'è                                         |
| 2015 | Terra Nostra                                            |
| 2017 | È tempo di patrioti                                     |
| 2018 | Europa contro Europa                                    |
| 2019 | Sfida alle Stelle                                       |
| 2021 | Il Natale dei Conservatori                              |
| 2022 | 10 anni di amore per l'Italia                           |
| 2023 | Bentornato orgoglio italiano                            |
| 2024 | La via italiana - Risposte concrete al mondo che cambia |
| 2025 | Fenix                                                   |